# ルイ1世・ダンジュー

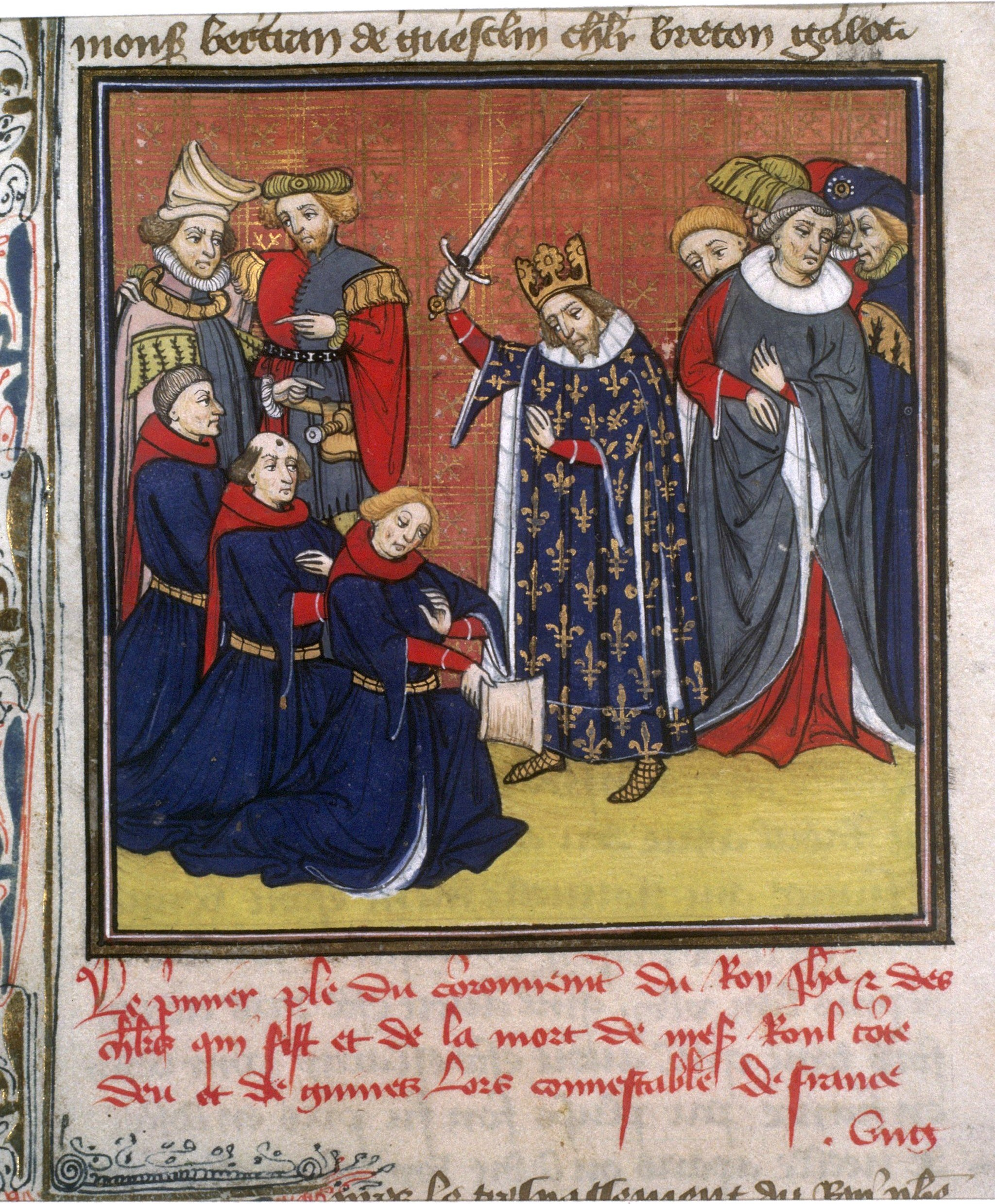
騎士の位を授けるルイ1世・ダンジュー。14世紀の写本より。

ルイ1世・ダンジュー（Louis I d'Anjou, 1339年7月23日 - 1384年9月20日）は、百年戦争期のフランスの王族。フランス王ジャン2世と妃ボンヌの次男。ヴァロワ＝アンジュー家の祖。兄にシャルル5世、弟にベリー公ジャン1世、ブルゴーニュ公フィリップ2世（豪胆公）がいる。イタリア語名はルイージ1世・ダンジョ（Luigi I d'Angiò）。
ポワティエ伯（在位：1350年 - 1384年）、アンジュー伯（在位：1356年 - 1360年）、アンジュー公（在位：1360年 - 1384年）、メーヌ伯（在位：1356年 - 1384年）、トゥーレーヌ公（在位：1370年 - 1384年）、名目上のナポリ、エルサレムの王およびプロヴァンス伯（在位：1382年 - 1384年）。また、コンスタンティノープルの皇帝（ラテン帝国の皇帝）も称し（在位：1383年 - 1384年）、1380年のプロヴァンス遠征以降はプロヴァンス伯とともにフォルカルキエ伯にもなる。1370年にメーヌ伯領をトゥーレーヌ公領と交換した。

## 生涯
1356年、父からアンジュー・メーヌ伯に任じられる（1360年にアンジュー公に昇叙）。同年のポワティエの戦いで兄のシャルル王太子（後のシャルル5世）率いる一軍に属していたが、形勢不利になると兄共々戦場から退却した。1360年のブレティニー条約でイングランドとフランスが和睦するとイングランドへ人質の1人として過ごすが、1363年9月に身柄をロンドンからカレーへ移されると隙を見て脱走、責任を取って父が代わりに人質としてイングランドへ渡海、翌1364年に死ぬまで虜囚として過ごした。
父の後を継いだ兄シャルル5世に仕え、国王軍の指揮官、ラングドックにおける王の代理として兄の治世の中心人物であった。イングランド領だったアキテーヌ公領を兄の命令で1369年から征服活動を開始、ルエルグ、ケルシーを占領した。翌1370年にアジュネ、ペリゴールも奪い取り、同年10月からフランス王国大元帥に就任したベルトラン・デュ・ゲクランが征服活動に加わるとアキテーヌ公領の奪取は活発になり、1375年に英仏が休戦を結ぶまでにアキテーヌ公領の大半をフランス領に塗り替える大戦果を挙げた。
一方、1364年からラングドック代官に任命され現地へ赴任、ラングドックを中心とした南仏での統治は地元貴族に配慮し、いがみ合っていたアルマニャック伯ジャン1世とフォワ伯ガストン3世の両者を仲介しようとして失敗した。ジャン1世の息子ジャン2世とガストン3世が1375年に所領争いを起こすと再び仲介に乗り出し、1377年にようやく両者を和睦させた。
だが、ルイ1世の統治は次第に不評を増した。理由は彼がラングドックに重税をかけたことにあり、各地を彷徨っていた傭兵団が略奪したり、1374年に飢饉で人々が食糧不足に苦しんでいるにも拘らず、傭兵対策としてラングドック各都市に地元の同意なしに徴税しようとしたルイ1世の方針に都市の怒りが爆発、1378年にニームで、1379年にモンペリエで住民が蜂起、徴税役人を殺害した。対するルイ1世も住民へ過酷な処罰を執行しようとして両者の対立は激化したが、事態を重く見た兄によりルイ1世は1380年にラングドック代官を更迭、弟のベリー公ジャン1世と交代させられた。
同年に兄が死去、後を継いだ甥シャルル6世の摂政を弟のベリー公とブルゴーニュ公フィリップ豪胆公、ブルボン公ルイ2世と共に務めた。またナポリ女王ジョヴァンナ1世の養子となり、アヴィニョン対立教皇クレメンス7世の支持を取り付けて南イタリアに進出した。1382年頃まではシャルル6世の摂政会議を主催していたが、ナポリ、プロヴァンス伯領での利権に関心を移した。ナポリ遠征の軍資金捻出のためパリに重税をかけ、市民の反乱を鎮圧したこともある。
1382年1月にナポリへ出立しフランスを離れ、ナポリではジョヴァンナ1世の又従弟で彼女を暗殺したカルロ3世（ハンガリー王カーロイ2世、アンジュー＝シチリア家傍系出身）と激しく争った。しかし途中で軍資金が底をつき、カルロ3世方の砦を落とせず苦戦するうち、食器や宝飾品を売り払うまでに資金繰りが悪化した。結局王位を奪えないまま1384年にバーリで死去したが、ナポリ王位をめぐる争いはそれぞれの息子ルイ2世・ダンジュー、ラディズラーオに引き継がれていった。
家臣にピエール・ド・クラン（ジル・ド・レの曽祖父）がいたが、主君の財産を横領して出奔、1392年にブルターニュ公ジャン4世に騙されオリヴィエ・ド・クリッソンの暗殺未遂事件を起こすなど問題の多い人物だった。彼の処遇を巡ってシャルル6世とジャン4世が対立、シャルル6世が発狂する遠因となった。

## 子女
1360年、ブルターニュ公シャルル・ド・ブロワと妃ジャンヌ・ド・パンティエーヴルの娘で又従妹にあたるマリーと結婚した。
- マリー（1370年 - 1383年）
- ルイ2世（1377年 - 1417年） - アンジュー公、ナポリ対立王
- シャルル（1380年 - 1404年）